# Henriette von Crayen

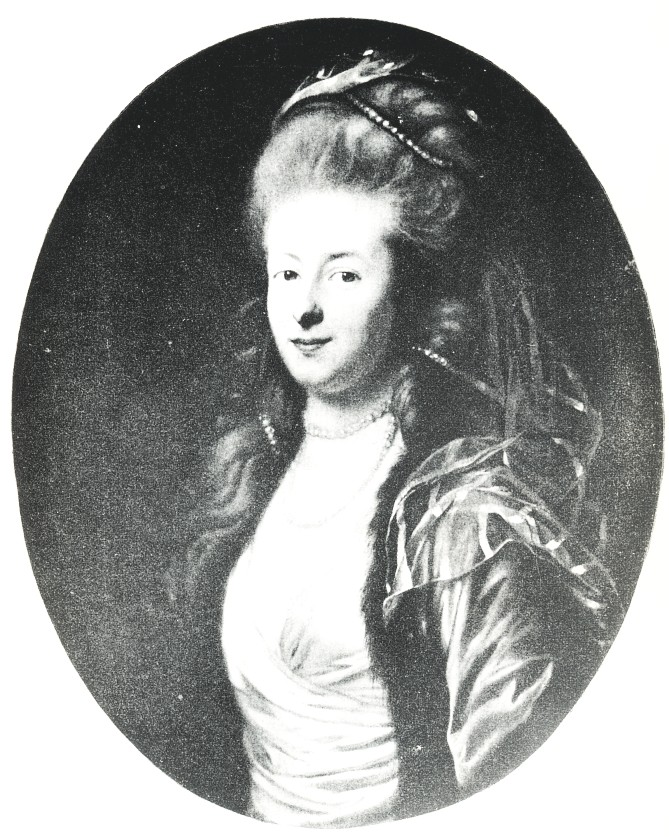
Henriette von Crayen 1783

Henriette von Crayen, född 1755, död 1832, var en tysk salongsvärd. Hennes salong i Leipzing och Berlin tillhör de mest berömda av alla salonger i den tyska historien, kända både som kulturcentra och för de erotiska förbindelser som knöts där. Hon är även känd för sina många kärleksförbindelser.  
Henrietta von Crayen kom från en rik fransk hugenottfamilj och gifte sig 1777 med bankiren August Wilhelm von Crayen (1751-1803), som var i preussisk konsul i Leipzig och blev adlad 1788. Efter makens död 1803 flyttade hon salongen till Unter den Linden 32 i Berlin. Hon var välkänd för sina kärleksförhållanden med ett stort antal berömda personer, bland andra kung Fredrik Vilhelm II, hertig Karl August av Sachsen-Weimar, hertig Fredrik IV av Sachsen-Gotha, Prins Georg av Waldeck, prins Charles Joseph de Ligne, greve Rostopchin och Baron Alexis von Kriidener. Hennes salong var centrum både för den kulturella och intellektuella världen såväl som ett centrum för erotiska kontakter; det unika med hennes salong sades vara kombinationen av intellektuella och erotiska kontakter, vilket ledde till flera berömda kärleksförbindelser. Hennes salong beskrivs som en ovanlig fristad från samtida sexuell konventionalism, då det där var accepterat att öppet visa sig med sina verkliga kärlekspartner, som då hennes systerdotter Pauline Wiesel öppet eskorterades dit av sin älskare prins Louis Ferdinand av Preussen (1772-1806).